# Nord 2501
Le Nord 2501, communément appelé Noratlas et surnommé la Grise, est un avion de transport militaire français. Il s'agit d'un bimoteur bipoutre à ailes hautes, réalisé par Nord-Aviation à la fin des années 1940. Construit à un peu plus de 400 exemplaires, dont certains destinés au transport civil de passagers, il a été utilisé par une dizaine de pays jusqu'à la fin des années 1990. Il a été retiré du service dans l'Armée de l'air française en 1986 après 32 ans de service,.

## Conception

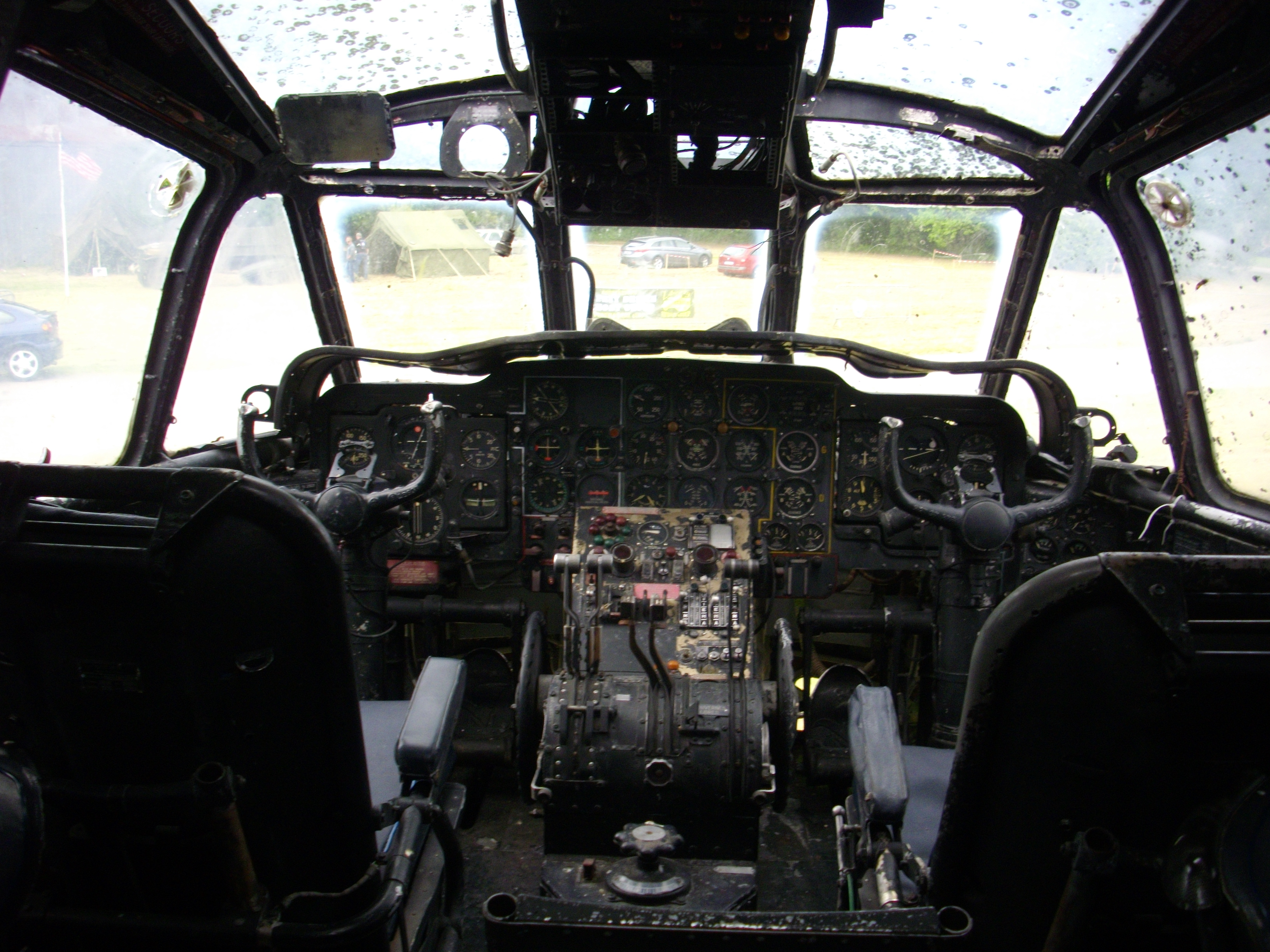
Poste de pilotage d'un Nord 2501.

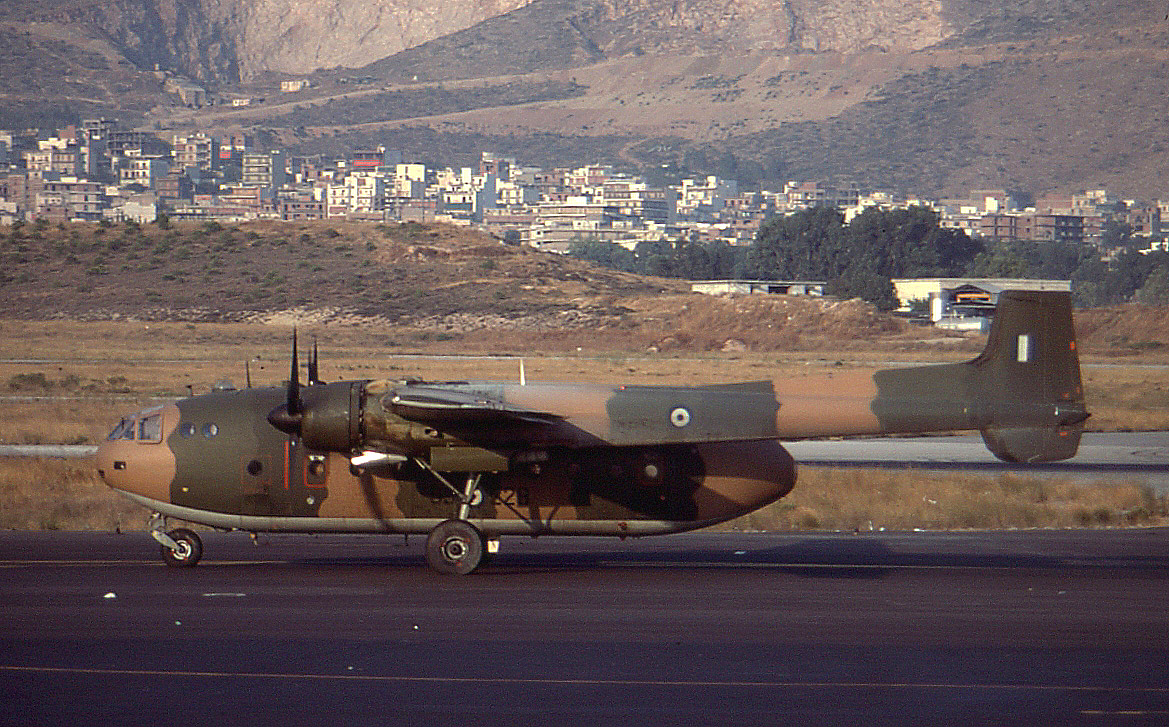
Un Noratlas grec en 1979.

En 1947, un appel d'offres est lancé pour un avion de transport, destiné à équiper l'Armée de l'air française d'un appareil moderne en remplacement des différents avions qu'elle utilise à l'époque. Le projet Nord 2500, proposé par Nord-Aviation, est retenu et deux prototypes sont commandés en 1948. Le premier d'entre eux fait son vol inaugural le 10 septembre 1949 sur l'aérodrome de Melun-Villaroche, équipé de deux SNECMA Gnome et Rhône 14R de 1 600 ch chacun et piloté par Claude Chautemps.
Appelé Nord 2501, le deuxième prototype est équipé de moteurs beaucoup plus puissants, des Bristol Hercules 739 de 2 040 ch fabriqués sous licence en France. Il fait son premier vol le 20 novembre 1950, et les deux prototypes entrent alors dans le programme d'essai destiné à valider leur utilisation. L'accident du second prototype le 6 juillet 1952 (voir plus bas) ne remet pas en cause le projet, et c'est la formule 2501 qui est finalement retenue.
Le premier avion de série décolle le 24 novembre 1952 et est livré en juin 1953 à l'Armée de l'air, qui reçoit au total 208 exemplaires sur les 425 construits. Les autres Noratlas sont exportés en Allemagne de l'Ouest (qui fabriquera 124 Nord 2501-D sous licence et en assemblera 57 autres, après en avoir reçu 25 construits en France), en Grèce (52 avions neufs), en Israël (6 avions neufs + 16 ex-allemands) et au Portugal (6 avions neufs + 26 autres d'occasion de diverses origines). Certains seront vendus à des compagnies civiles, comme Air Algérie.
Le chargement de cet avion imposait de prendre une précaution particulière : mettre en place les deux « chambrières » qui empêchaient le fuselage de se tasser lors du chargement d'un véhicule ou d'une lourde charge, limitant la hauteur d'autres véhicules capables de passer sous l'empennage.
En version militaire, le confort était réduit : les sièges alignés sur chaque bord de la soute n'étaient qu'une toile tendue ; les « toilettes » étaient remplacées par un passe-coque, un tuyau de caoutchouc et un entonnoir, utilisables exclusivement par des hommes.

## Versions

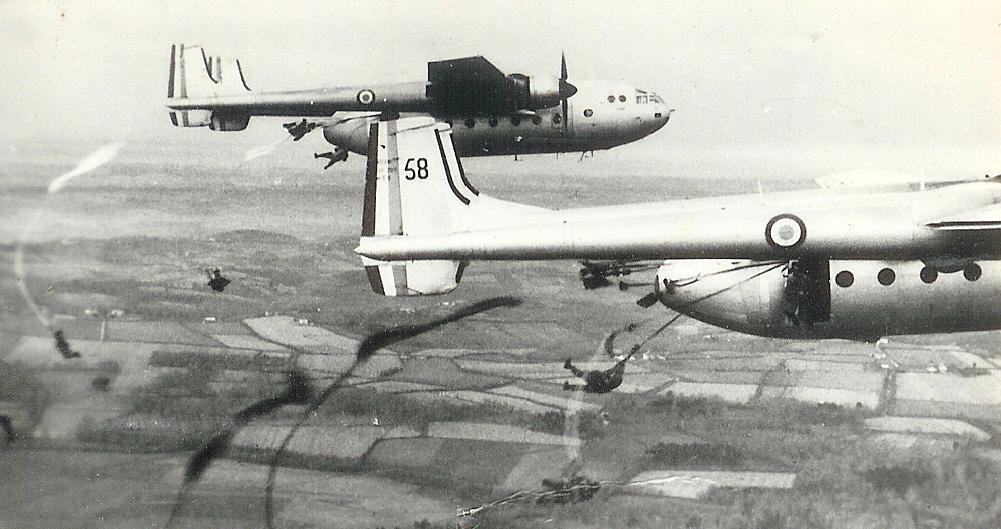
Sauts d'exercice depuis des Nord 2501 en France.

- Nord 2500 : premier prototype avec moteurs SNECMA Gnome et Rhône 14R ;
- Nord 2501 : second prototype et avions de série avec moteurs Bristol Hercules 739. Certains avions ont été modifiés par la suite pour la guerre électronique (Nord « Gabriel »), l'entraînement à la radio navigation, etc. ;
- Nord 2501-D : version construite sous licence en Allemagne de l'Ouest par Weserflugzeugbau (WFB) (devenu ensuite VFW) à Brême et par HFB à Hambourg ;
- Nord 2502 : version destinée au transport civil (47 passagers, équipée de deux turboréacteurs Turbomeca Marboré IIE de 3,92 kN (400 kgp) de poussée unitaire en bout d'aile) ;
- Nord 2503 : version équipée de moteurs Pratt & Whitney R-2800 (un seul prototype) ;
- Nord 2504 : adaptation du Nord 2502 pour les expérimentations de lutte anti-sous-marine à la CEPA (un seul exemplaire)[5] ;
- Nord 2506 : adaptation aux terrains sommaires et augmentation de l'autonomie (deux prototypes) ;
- Nord 2507 : adaptation aux missions de sauvetage en mer (jamais construit) ;
- Nord 2508 : Nord 2503 équipés de deux turboréacteurs d'appoint Marboré en bout d'ailes (deux prototypes).

## Engagements

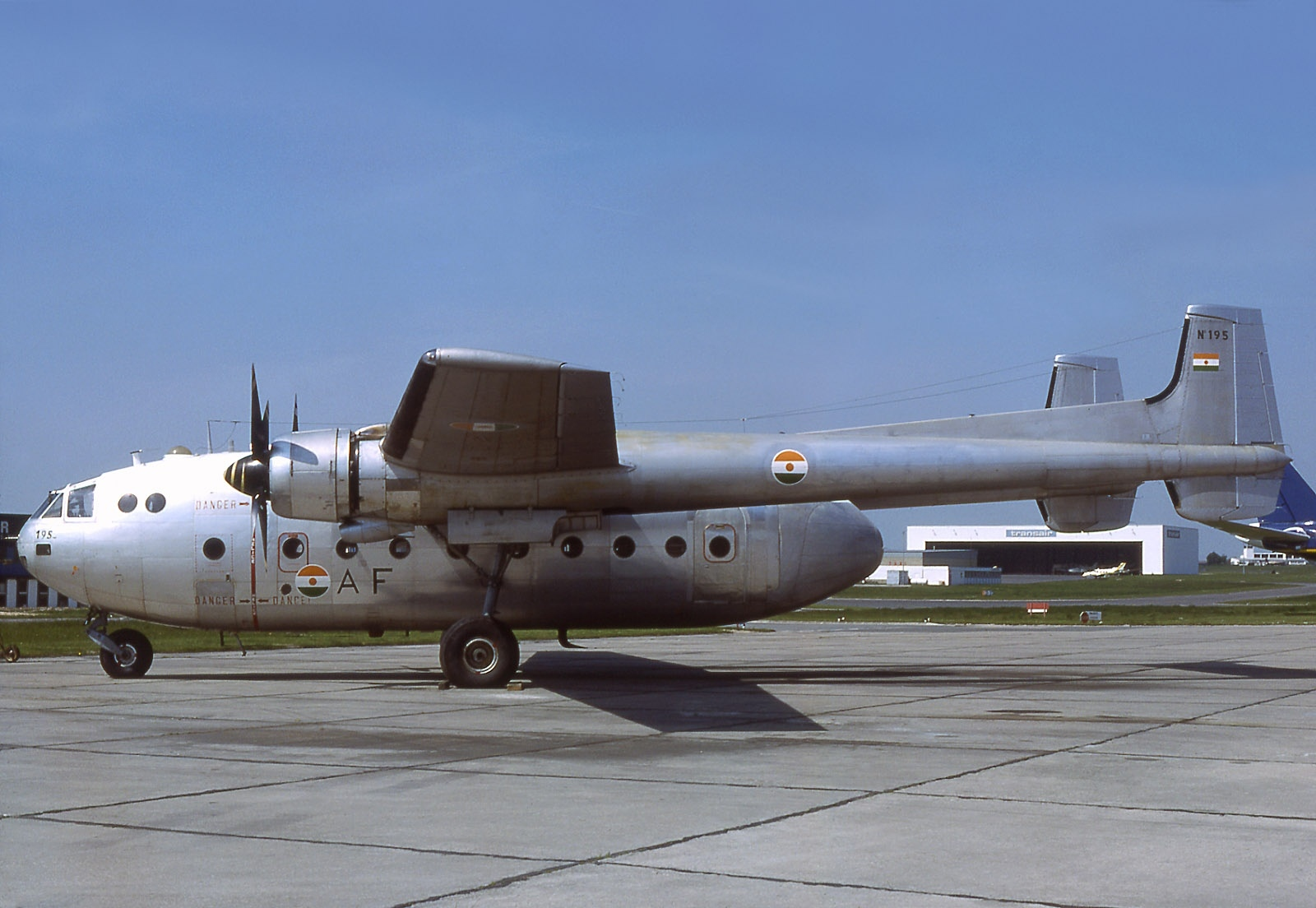
Un Nord 2501 de l'aviation nigérienne, en 1979.

Le Nord 2501 arriva trop tard dans l'armée française pour participer réellement à la guerre d'Indochine; le groupe Anjou déployé au Vietnam est équipé de ses premiers Noratlas le 29 mai 1954, 22 jours après la chute de Dien Bien Phu.
Il fut par contre engagé pendant la guerre d'Algérie à partir de novembre 1954 afin de transporter des parachutistes, des vivres et des munitions. C'est d'ailleurs à cette occasion que le surnom de "Grise" lui est donné à cause de la couleur de son fuselage. Il fut aussi utilisé pendant la crise du canal de Suez en 1956 où l'Armée de l'air mobilisa 40 Nord 2501, pendant la crise de Bizerte (opération Charrue en 1961) et aussi lors de diverses opérations humanitaires : pour secourir le Liban après le tremblement de terre du 16 mars 1956, pour ravitailler Tananarive (Madagascar) après les inondations de 1957, pour apporter 1 000 tonnes de céréales aux pays du Sahel touchés par la sécheresse en 1973. Lors des évènements de mai-juin 1968, les Noratlas militaires furent même utilisés en remplacement des avions civils cloués au sol par les grèves. De 1962 à 1984, l'appareil servit à l'école des troupes aéroportées (ETAP) à Pau pour le largage des parachutistes de haut vol et de précision.
Les avions ouest-allemands participèrent également à plusieurs opérations humanitaires en Afrique ou en Turquie.
Le Portugal engagea ses Noratlas durant ses guerres coloniales en Angola et au Mozambique.
En Grèce, 15 Nord 2501 participèrent, dans la nuit du 21 au 22 juillet 1974 à l'opération Niki, visant à contrer le débarquement turc à Chypre du 20 juillet. Deux d'entre eux seront abattus en vol, deux autres détruits au sol.

## Réutilisation
Au fil du temps, les Noratlas sont revendus d'occasion par leurs différents propriétaires et équipent divers pays africains comme l'Angola, Djibouti, le Mozambique et le Zaïre. Au Zaïre, il volait comme avion cargo exploité par la compagnie Guila Air jusqu’aux derniers événements en 1997. Guila Air possédait quatre appareils : les n° 131, 142, 135, 169. Le dernier vol a eu lieu le 2 novembre 1998.
Le dernier Noratlas en état de vol, le n° 105, est basé en France, sur l'aéroport de Marseille-Provence, où il est mis en œuvre par l'association Le Noratlas de Provence, qui a réussi à le faire classer monument historique en 2006. Son premier vol fut effectué le 24 mai 1956. Il est passé successivement par les escadrons de Touraine, Sahara, CIET, Béarn, Anjou, GAMOM 88, Bigorre, CIFAS et Vercors. Le 105 participe régulièrement à des meetings aériens ou est mis à disposition des forces armées françaises pour des parachutages de cohésion à l'occasion de festivités régimentaires, passations de commandement et journées portes ouvertes.
Le Noratlas no 111 orne, en élément décoratif, l'entrée du quartier Soult à Tarbes, garnison du 35e régiment d'artillerie parachutiste.
Le Noratlas n°202 est exposé sur le site d'ArianeGroup dans la ville des Mureaux, où les Nord 2501 étaient construits et qui abrite désormais la production des étages inférieurs du lanceur européen Ariane 6.
Un Nord 2501 végète depuis les années 1990 en pièces détachées du côté d'Uchaud, dans le Gard.
Le site des « Ailes Anciennes Toulouse », situé à côté du musée de l'aéronautique Aeroscopia à Toulouse-Blagnac, possède les Noraltas no 191 et 201. Le premier, portant le code 64-BQ, apparemment complet et en relativement bon état, a servi au sein de la 64e escadre de transport de l'Armée de l'air basée à Évreux-Fauville et a régulièrement séjourné sur la base 188 de Djibouti. Il a rejoint Toulouse depuis Châteaudun par les airs en 1984. Il est depuis quelques années exposé à l'entrée du camp de Caylus. Le second appareil, le no 201, a quant à lui été cédé à l'association en 2003 par un particulier.
Le Nord 2501 no 160, en bon état et en cours de restauration, se trouve exposé à l’aérodrome Vannes-Meucon au Morbihan Aero Musée.
Il reste également un Noratlas sur la base aérienne 279 de Châteaudun.
Le Noratlas 146, construit en 1953, est conservé en très bon état et est exposé devant l'école de production ECAUT (École catholique d'apprentissage par l'automobile) à Viuz-en-Sallaz (Haute-Savoie) depuis 1989. Il est utilisé comme chapelle par cette école catholique.

## Accidents
- Le 6 juillet 1952, le second prototype du Nord 2501 s'écrase lors d'un meeting à l'aéroport de Lyon-Bron, tuant cinq personnes (l'équipage et ses passagers), dont l'aviatrice Maryse Bastié. D'après Jacques Nœtinger[14], l'appareil n'était pas en cause, la présentation ayant été faite à l'extrême limite de son domaine de vol.
- Le 29 décembre 1953 à 22 h 19, un Nord 2501 s'écrase sur le sommet du pic de Costabonne, sur la commune de Setcases, dans la province de Gérone[15], avec à bord, 11 hommes (5 officiers, 4 sous-officiers et 2 civils de la SNECMA). Il était parti d'Alger, à destination de Mont-de-Marsan.
- Le 8 novembre 1954, le no 48 entre en collision en vol avec le no 70[16].
- Le 25 novembre 1954, le no 3 s'écrase au sol à la suite d'un givrage brutal[16].
- Le 10 janvier 1956, le no 71 percute la montagne près de Miliana en Algérie[16].
- Le 26 avril 1957, le no 40 s'écrase lors d'essais d'approche sous très forte pente, sur la base de Melun-Villaroche. L'accident serait peut-être imputable à un problème de pas d'hélice[16].
- Le 19 juin 1957, le no 68 s'écrase près de Blida en Algérie. La cause demeure inconnue[16].
- Le 12 août 1957, le no 82 s'écrase à la suite d'un passage en réversion intempestif en vol, à Bizerte en Tunisie[16].
- Le 29 novembre 1957, le no 26 s'écrase à proximité de Tiznit, au Maroc (Ifrane de l'Antiatlas). La cause demeure inconnue[16].
- Le 18 juin 1958, le no 73 s'écrase à la suite d'une collision avec un groupe de cigognes près de Blida, en Algérie[16].
- Le 29 mars 1959, jour de Pâques, le Noratlas Nord 2502 F-BGZB de la compagnie UAT disparaît en plein vol entre Berbérati et Bangui (République centrafricaine), avec ses cinq membres d'équipage et cinq passagers, dont Barthélemy Boganda, président du gouvernement centrafricain[17]. Vraisemblablement, le mauvais temps est responsable de la dislocation en vol de l'avion, retrouvé dans la brousse le mardi 31 mars à 100 km à l'ouest de Bangui.
- Le 15 janvier 1960, le no 102 s'écrase à Beni Isguen (oasis de Ghardaïa), en Algérie[16] officiellement à la suite d'un givrage, peu après son décollage de l'aéroport d'Alger où il avait passé la nuit. Cette version n'a jamais convaincu les familles et les rapports d'enquête ont mystérieusement disparu des archives du fort de Vincennes[18]. En plus des six hommes d'équipage, l'appareil en provenance de la base aérienne 123 Orléans-Bricy transportait du matériel destiné aux expériences nucléaires que la France menait à Reggane dans le Sahara. Le premier tir en surface aura lieu moins d'un mois plus tard. En janvier 2022, le fils d'une des victimes demande dans une lettre ouverte au chef de l’État la communication des rapports d'enquête[19].
- Le 16 septembre 1960, le no 22 s'écrase en montagne. L'appareil participait à un exercice de nuit, au profit de la protection radar et de la chasse de nuit, au nord-ouest de Batna, en Algérie[16].
- Le 19 juillet 1961, le no 67 est touché au sol par un obus, à Bizerte[16].
- Le 20 mars 1962, le no 204 est détruit près d'Alger, au niveau de la passe des Deux Bassins. La cause de l'accident demeure inconnue[16].
- Le 30 avril 1962, le no 185 s'écrase à Oran- La Senia (Algérie)
- Le 25 mai 1962, le no 62 est détruit au sol par un attentat, à Alger[16].
- Le 15 février 1963, le no 45 est détruit au sol à Fort-Lamy. Un incendie se déclare lors d'un remplissage[16].
- Le 21 avril 1964, le no 178 s'écrase au décollage, à la suite d'un « plaquage » au sol par une rafale (vent rabattant), à Bouar en République Centrafricaine[16].
- Le 29 avril 1964, le no 35 percute le pic de Jouels, à Sentenac-de-Sérou dans l'Ariège[16]. Il n'y a aucun survivant parmi les cinq membres d'équipage.
- Le 3 mai 1965, le Nord 2501 no 190, F-RABV, s'écrase à Blond, près de Limoges, en Haute-Vienne, tuant les cinq personnes de l'Armée de l'air qu'il transportait (escadron de transport 2/63 Bigorre). La cause de l'accident demeure inconnue[16].
- Le 20 mai 1965, le no 34 est perdu. La cause demeure inconnue[16].
- Le 15 juin 1965, le no 152 est détruit à Fort-Gouraud, en Mauritanie. La cause demeure inconnue[16].
- Le 7 décembre 1966, le no 59 s'écrase près de Saverdun en Ariège, à la suite d'un givrage brutal[16].
- Le 14 novembre 1967, le no 74 s'écrase après le contact d'un saumon d'aile avec le sol, à l'occasion d'un survol à basse vitesse du parc national du Niokolo-Koba, au Sénégal, lors d'une mission humanitaire[16].
- Le 30 juillet 1971, le Nord 2501 no 49, immatriculé F-BABB, s'écrase à Pau. À bord se trouvaient 32 officiers et sous-officiers, dont 23 sous-lieutenants de la promotion Général Kœnig de l'École militaire interarmes, en stage parachutiste. L'accident serait dû à un incendie d'origine électrique. Une bouteille thermos remplie de café se serait déversée sur la partie centrale du pupitre de commande et aurait causé un incendie. L'avion a décroché en virage en essayant d'évacuer la fumée par une des fenêtres latérales[16].
- Le 19 octobre 1971, le no 69 est perdu à Épernay. La cause demeure inconnue[16].
- Le 6 septembre 1974, le no 43 est perdu. La cause demeure inconnue[16].
- Le 25 novembre 1977, le Nord 2501 Noratlas no 182, immatriculé F-RABR, de l'escadron de transport 1/64 Béarn de l'Armée de l'air française, en provenance de la base aérienne 118 Mont-de-Marsan et à destination de la base d'aéronautique navale d'Hyères Le Palyvestre, s'écrase à 2 h 30 du matin dans le hameau du Lignon à Prémian (Hérault), tuant 28 marins et 4 aviateurs[20],[21]. L'enquête qui s'ensuit révèle que le pilote automatique était incriminé, entraînant la suppression de cet équipement sur l'ensemble de la flotte de Noratlas.
- Le 8 janvier 1980, le no 91 s'écrase à Toulouse. La cause demeure inconnue[16].
- Le 3 février 1982, la 4e compagnie du 2e régiment étranger de parachutistes, en compagnie tournante à Djibouti, doit, dans le cadre de ses activités, être larguée dans l'est du pays. Le Nord 2501 Noratlas no 140 transportant 36 militaires dont 29 légionnaires, gêné par le mauvais temps, percute le relief du mont Garbi. Il n'y a aucun survivant[16].

## Pays utilisateurs

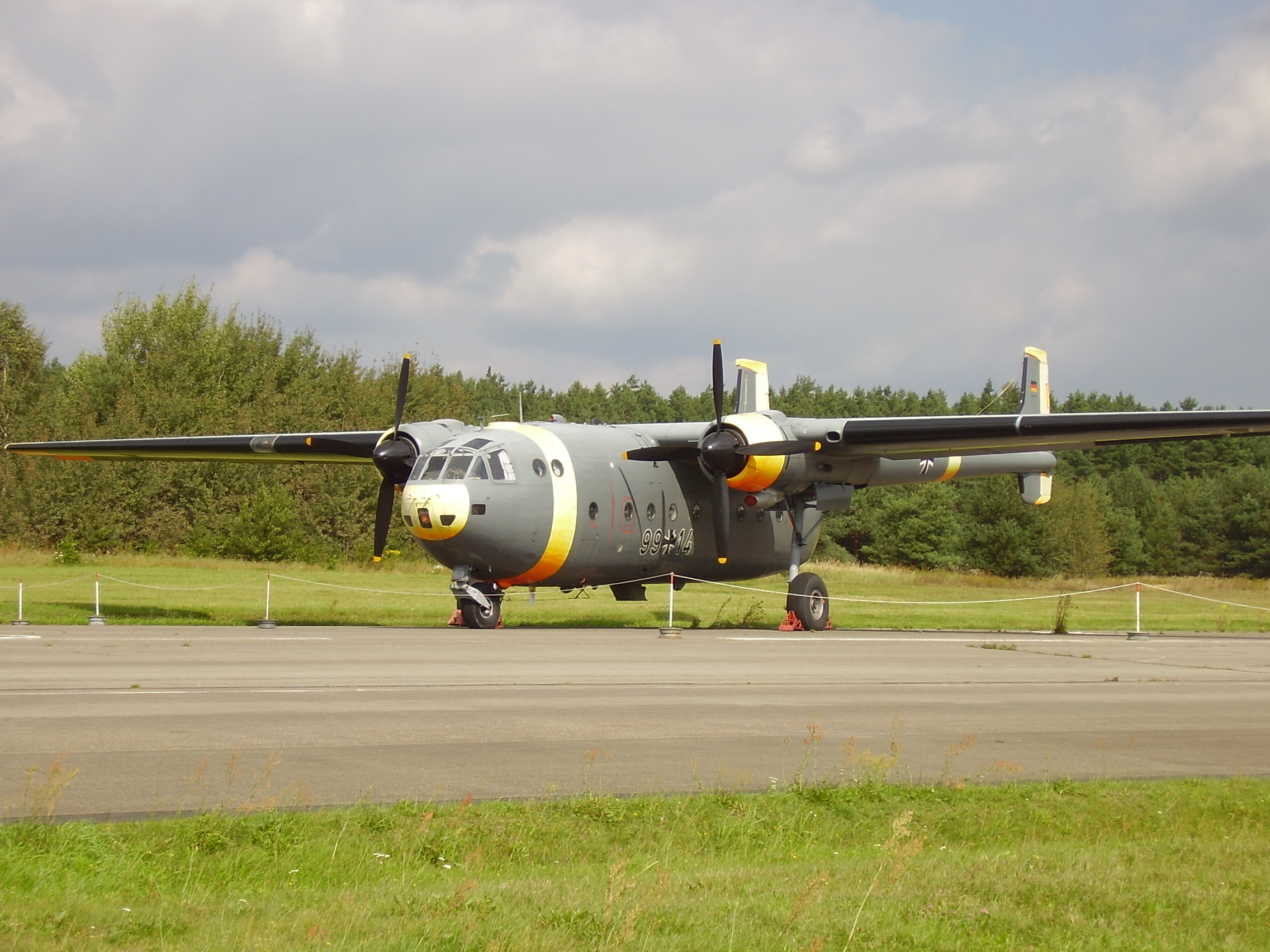
Un Nord 2501 Noratlas de la Luftwaffe en exposition.

- France : y compris en version civile, ainsi que le DH 104 DOVE 5 par l'ancienne compagnie U.A.T.
- Algérie : Version civile uniquement.
- Allemagne : La Luftwaffe recevra 186 N 2501-D au terme d'un contrat initial conclu en 1956. Cette version ne diffère de la version française que par les équipements de cockpit[2].
- Angola
- Djibouti
- Grèce
- Israël : Ce pays aurait également utilisé ses avions pour effectuer de la reconnaissance maritime[22].
- Mozambique
- Niger
- Nigeria
- Portugal
- Rwanda
- Ouganda
- Zaïre compagnie Guila air

### Avions similaires
- Fairchild C-119 Flying Boxcar